# 1950 en philosophie
Chronologie de la philosophie
- 1946
- 1947
- 1948
- 1949
- 1950
- 1951
- 1952
- 1953
- 1954

L’année 1950 a été marquée, en philosophie, par les événements suivants :

## Décès
- 6 septembre : Olaf Stapledon, philosophe anglais et un auteur de romans de science-fiction, né en 1886, mort à 64 ans.